# Відкритий формат даних
Відкритий формат даних — будь-який спосіб кодування цифрової інформації, що відповідає діючим відкритим технічним стандартам і таким умовам:
- повна технічна документація на формат знаходиться в публічному доступі;
- повний опис формату є відкритим;
- не існує заданих розробниками (стандартизаторами) формату обмежень на виробництво, використання та розповсюдження програм, що могли б застосовувати дані, кодовані відповідно до даного формату;

## Приклади відкритих форматів

### Мультимедійні
- FLAC
- Ogg — Ogg Vorbis і Ogg Theora
- PNG
- OpenEXR
- SVG

### Документи
- OASIS OpenDocument Format for Office Applications
- XML
- LaTeX
- HTML/XHTML
- DVI

### Архівація
- 7z